# Hans Roser

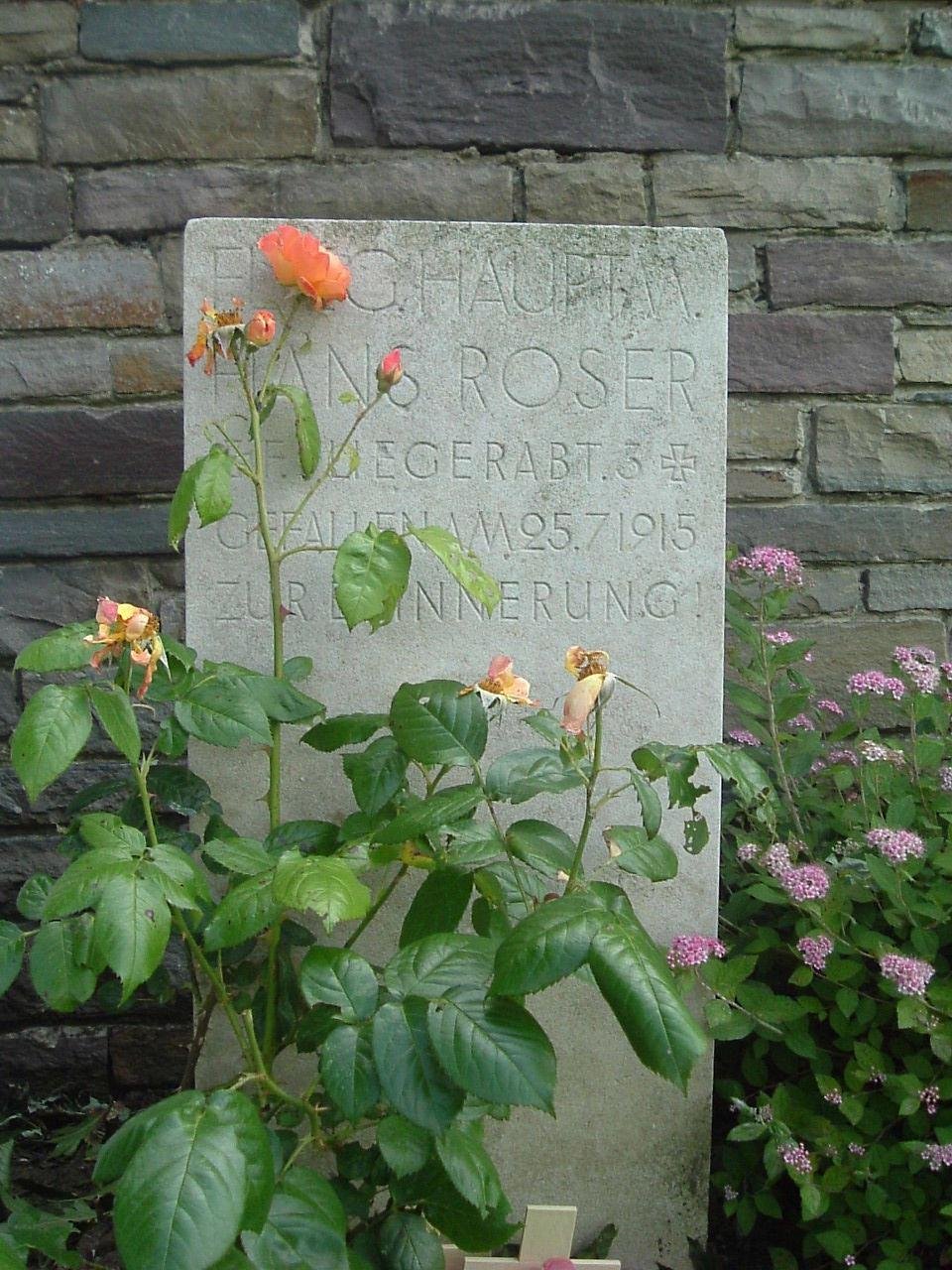
Grafsteen van Hans Roser

Hans Roser (Marburg, 29 maart 1893 - Ieper, 25 juli 1915) was een Duitse vlieger tijdens de Eerste Wereldoorlog. Hij maakte deel uit van de Feldflieger-Abteilung 3 in de functie Fliegerhauptmann.
Roser werd op 12 juli 1915 neergeschoten door de Britse officier Lanoe Hawker, ten oosten van Ieper. In die tijd was boordgeschut bij vliegtuigen nog geen vanzelfsprekende zaak. Soms probeerden piloten elkaar te beschieten met behulp van een revolver of geweer, maar dit was vanuit een vliegtuig zeer moeilijk en vrijwel altijd zonder succes. Hawker had er echter iets op bedacht. Op de zijkant van zijn vliegtuig liet hij een Lewis-machinegeweer bevestigen. Dit stond onder een eigenaardige hoek om er voor te zorgen dat zijn eigen propeller niet aan flarden geschoten kon worden.
Op de betreffende dag ging Hawker in zijn eentje het gevecht aan met drie Duitse vliegtuigen. Het eerste vliegtuig dat hij onder schot nam ontsnapte. Het tweede raakte hij wel, zodat deze een noodlanding moest maken. Het derde toestel - dat van Roser - kreeg de volle laag en vloog in brand.
Hawker werd voor zijn actie onderscheiden met het Victoria Cross. Hij stierf later in de oorlog op 23 november 1916 in een luchtgevecht met de legendarische Manfred von Richthofen.
Hans Roser is de enige Duitser die begraven ligt op het Sanctuary Wood Cemetery nabij Ieper. Wat opvalt is de rechthoekige vorm van zijn grafsteen. Alle overige graven hebben een boogvorm.
In het kerkhofregister staat op de laatste bladzijde een Engelstalige aantekening: 'He couldn't fly without a plane'. Verder staan er Duitstalige aantekeningen met meer en objectievere informatie die o.a. de naam van Hawker, de situatie en de plaats van het neerschieten beschrijft.